# Carbon Diaries 2015
 (février 2020).
Carbon Diaries 2015 (titre original : The Carbon Diaries 2015) est un roman de science-fiction pour la jeunesse écrit par Saci Lloyd, publié en 2009 au Royaume-Uni puis traduit en français et publié en 2012.
Une suite intitulée Carbon diaries 2017 est sortie en 2013.

## Résumé
Le livre est le journal d'une jeune fille de seize ans, Laura Brown, à une période où le Royaume-Uni décide d'imposer des quotas sur la production de CO2 afin de répondre aux désastres liés au réchauffement du climat. Chaque citoyen se voit ainsi rationné. Laura décrit les effets des restrictions, mais aussi du réchauffement qui se poursuit, sur la vie sociale et celle de sa famille.

## Récompenses
Le livre a reçu en le prix britannique Costa Book Awards 2009.